# Bolo Yeung
Yang Sze (en chino tradicional, 楊斯; en chino simplificado, 杨斯; pinyin, Yáng Sī; Cantón, República Popular China, 3 de julio de 1946), más conocido como Bolo Yeung (英文名 en chino), es un actor, culturista y artista marcial chino. Su fama se debe en parte al alero brindado por grandes artistas marciales como Bruce Lee (quien fue su amigo y mentor hasta la muerte de él) y Jean-Claude Van Damme (con quien mantiene amistad hoy en día, y en muchas ocasiones ha declarado que es el responsable del éxito de Bolo).

## Biografía
Bolo Yeung, (en chino, 楊斯; pinyin, Yáng Sī), nació  el 3 de julio de 1946, en el seno de una familia muy humilde. En su niñez aprendió Kung Fu. A los 16 años comienza su andadura en el mundo de la musculación, con el levantamiento de pesas. Su devoción por el powerlifting le convirtió en campeón de China de halterofilia.[cita requerida]
Se traslada a Hong Kong donde comienza dando clases de culturismo en varios gimnasios. Hasta que el productor Run Run Shaw de Shaw Brothers, de visita en un gimnasio, se fija en su imponente físico, dándole una oportunidad de interpretar un papel secundario en The Heroic Ones (1970), de Chang Cheh. Esta película supondría el pistoletazo de salida para la carrera cinematográfica de Bolo.
Se proclama Mr. Hong Kong de culturismo en 1971. También le asignan un efímero papel como luchador callejero que pone a prueba su pericia marcial en apuestas en la exitosa King Boxer (1972).

## Actores clave en su carrera cinematográfica

### Bruce Lee
En aquella época gloriosa del cine de Kung Fu clásico, Bruce Lee estaba arrasando en las taquillas de Hong Kong con sus películas. Bolo conoció a Bruce Lee en los platós de un canal de televisión. Ambos habían sido citados para rodar un anuncio de cigarrillos Winston. En éste anuncio Lee dejaba fuera de combate de una patada a Bolo. El eslogan decía: "Si es un luchador tiene que ser Bruce Lee, si es un cigarrillo tiene que ser Winston".
Meses más tarde, volvieron a trabajar juntos en Operación Dragón (Enter the Dragon, 1973) donde incubó su fama. En esta película interpreta a un luchador cruel llamado "Bolo". Allí cambió el nombre a Bolo Yeung, pues hasta ese entonces figuraba por su nombre, Yang Sze.
Ese mismo año, y gracias a la fama adquirida junto a Bruce Lee, Bolo protagonizaría su primer largometraje, Chinese Hercules (1973). La película pasó con más pena que gloria por los cines de la colonia, donde tendría que volver a sus papeles habituales en películas de categoría B como Lucha a muerte contra el dragón (1973), Super Kung Fu Kid (1974), Hong Kong Superman (1975) o All Men Are Brothers (1975).
En 1979 debuta en las labores de dirección con Writing Kung Fu, una película de kung fu clásico que reúne a jóvenes promesas del panorama cinematográfico hongkonés, como Candice Yu On On y John Cheung Ng Long. 
Volvería a dirigir, además de escribir y producir, Bolo (1980), un vehículo de lucimiento personal, donde se recrea en las coreografías que Jason Pai Piao diseñaría expresamente para él.
La muerte de Bruce Lee desencadenó una decadencia del género de las artes marciales y obligó a Bolo a reconvertir su rol dentro de las producciones de acción moderna por aquel entonces, comedias y dramas. Así, aparece tímidamente en Drunken Master (1978), Game of Death 2 (1981), Silent Romance (1984), de Frankie Chan, Working Class (1985), de Tsui Hark, My Lucky Stars (1985), de Samo Hung, Lucky Diamond (1985), de Yuen Cheung Yan y Lucky Stars Go Places (1986), de Eric Tsang. 
En 1986, Dicksoon Poon, contrata a Brandon Lee para protagonizar una película dirigida por Ronny Yu, La Leyenda Continúa (Legacy of Rage), en la que Lee necesitaba ganar cierto volumen muscular. El entrenador del primogénito de Bruce Lee no fue otro que Bolo Yeung. En la película, curiosamente, Brandon y Bolo tienen un pequeño combate en un callejón.

### Jean-Claude Van Damme
En 1987 le llega a sus oídos que un equipo de rodaje estadounidense de Cannon Films busca luchadores para una película basada en la vida de un campeón de Full Contact, Frank Dux. Bolo entabla rápidamente amistad en el casting con un joven Jean-Claude Van Damme. Mark Disalle y Sheldon Lettich le conceden el papel de villano en Bloodsport (Contacto sangriento). Más tarde, Bolo y Van Damme volverían a trabajar juntos en Doble impacto (Double Impact, 1991). En este momento de su vida, Bolo Yeung logra la fama mundial gracias al éxito en ese momento del actor-karateka belga Jean-Claude Van Damme.
Después interpretaría papeles principales en películas como Ironheart (1992), Shootfighter: Fight to the Death (1993), Shootfighter II (1996, en estas dos últimas películas, compartiendo elenco con William Zabka, reconocido mundialmente por su rol de "Johnny Lawrence" en el film The Karate Kid y su serie secuela Cobra Kai), Fist Of Legends 2 (1996), etc. Su carrera cinematográfica se desarrolla entre Estados Unidos y Hong Kong, pese a que últimamente prefiere mantenerse ocupado con la práctica del Tai Chi Chuan y el culturismo.
En 1990 realizó un coprotagonismo de villano en la película de serie B Breathing Fire, donde compartió reparto con excampeones de kickboxing como Ed Neil o Eddie Saavedra y también con Jonathan Ke Quan, que de niño protagonizó la película Los Goonies.